# Marfil (película)
Marfil es una película del año 2011.

## Sinopsis
El primer cinematógrafo llegó a Guinea Ecuatorial en 1904. La última sala de cine cerró en Malabo en la década de los noventa. En 2011, durante el II Festival de cine africano de Guinea ecuatorial reabrió sus puertas el cine Marfil. Florencio, Ángel y Estrada nos cuentan cómo el cine ha estado y está presente en sus vidas.